# Delaware Sängerbund
Der Delaware Sängerbund ist ein Deutsch-Amerikanischer Verein in der Nähe von Newark (Delaware) in den USA.
Der Verein zählt annähernd 800 Mitglieder, die sich im Vereinsheim in Ogletown (Delaware) treffen. Neben einem Chor gehören dem Verein noch folgende Gruppen an: eine Bayrische Volkstanzgruppe (“Enzian Volkstanzgruppe”), eine Frauengruppe (die “Ladies of the Delaware Sängerbund”), Jugendfußball-Teams (die “DSB Kickers”), eine Jugendgruppe und eine Ahnenforschungsgruppe. Außerdem bietet der Verein Deutschkurse für Erwachsene und Kinder an.

## Geschichte
Der Verein wurde im März 1853 von 16 deutschen Einwanderern als Männergesangsverein gegründet. Der Verein entwickelte sich rasch zu einer wichtigen sozialen Anlaufstelle für seine Mitglieder, ihre Familien und neu ankommende Einwanderer. Das Vereinsheim (bekannt als „Deutsche Halle“) war von 1883 bis 1965 in der 205 East Sixth Street in Wilmington (Delaware). Danach zog der Verein aufgrund der zunehmenden Stadtentwicklung ins jetzige Vereinsheim in Ogletown (Delaware). Der Verein besteht ununterbrochen seit 1853 und ist somit einer der ältesten Vereine in Delaware.
Der Verein und die deutsche Gemeinde in Wilmington veranstalteten ihr erstes Volksfest im September 1883 im Schuetzen Park in Wilmington. Das Fest wurde auch über die nächsten Jahre dort veranstaltet. Zum 50-jährigen Vereinsjubiläum veranstaltete der Verein ein weiter Volksfest, dieses Mal im neuen Brandywine Springs Park. Das Volksfest wurde bis ins Jahr 1912 fortgeführt. Als der Delaware Sängerbund 1978 sein 125-jähriges Bestehen in einem großen Festzelt feierte um alle Gäste unterzubringen, wurde die Idee eines jährlichen Volksfestes wiedergeboren. Das erste Oktoberfest in der Münchner Tradition wurde 1979 veranstaltet. Seitdem ist das Oktoberfest des Vereins zu einer festen Tradition in Delaware geworden.

## Veranstaltungen

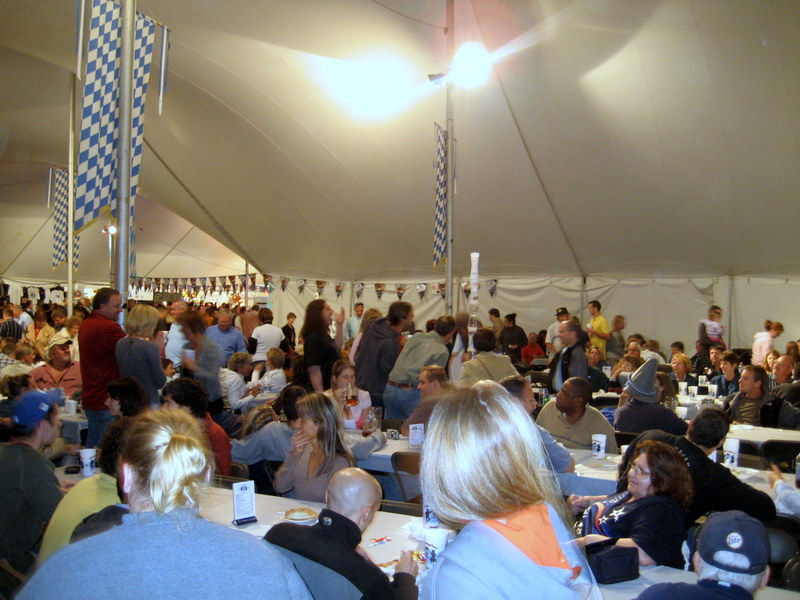
Im Festzelt auf dem Oktoberfest 2008

An zwei jährlichen Veranstaltungen teilt der Delaware Sängerbund seine deutsche Tradition und Kultur mit der Bevölkerung: Das „Oktoberfest“ (am dritten Wochenende im September) und der „Christkindlmarkt“ (am zweiten Samstag im November).
Das Oktoberfest des Delaware Sängerbund ist nach dem bekannten Oktoberfest in München benannt. Über 15000 Besucher besuchen jedes Jahr das große Festzelt auf dem Vereinsgelände, um zu deutschen Musikanten und Blaskapellen zu tanzen, hausgemachten Kartoffelsalat und Sauerkraut zu probieren und die Auftritte der Schuhplattlern der Bayrischen Volkstanzgruppe zu erleben. Für Kinder werden Karussellfahrten angeboten.